# Норт-Рандалл (Огайо)
Норт-Рандалл (англ. North Randall) — селище (англ. village) в США, в окрузі Каягога штату Огайо. Населення — 954 особи (2020).

## Географія
Норт-Рандалл розташований за координатами 41°25′54″ пн. ш. 81°31′49″ зх. д. / 41.43167° пн. ш. 81.53028° зх. д. (41.431793, -81.530367).  За даними Бюро перепису населення США в 2010 році селище мало площу 2,00 км², з яких 1,99 км² — суходіл, а 0,00 км² — водойми.

## Демографія
Згідно з переписом 2010 року, у селищі мешкало 1027 осіб у 462 домогосподарствах у складі 209 родин. Густота населення становила 515 осіб/км².  Було 571 помешкання (286/км²).
Расовий склад населення:
| - 86,3 % — чорних або афроамериканців - 10,2 % — білих - 1,3 % — азіатів - 0,9 % — корінних американців |

До двох чи більше рас належало 1,2 %. Частка іспаномовних становила 0,7 % від усіх жителів.
За віковим діапазоном населення розподілялося таким чином: 15,2 % — особи молодші 18 років, 57,4 % — особи у віці 18—64 років, 27,4 % — особи у віці 65 років та старші. Медіана віку мешканця становила 51,2 року. На 100 осіб жіночої статі у селищі припадало 75,0 чоловіків;  на 100 жінок у віці від 18 років та старших — 69,8 чоловіків також старших 18 років.
Середній дохід на одне домашнє господарство  становив 32 419 доларів США (медіана — 29 286), а середній дохід на одну сім'ю — 43 304 долари (медіана — 40 368). За межею бідності перебувало 25,4 % осіб, у тому числі 36,8 % дітей у віці до 18 років та 19,2 % осіб у віці 65 років та старших.
Цивільне працевлаштоване населення становило 369 осіб. Основні галузі зайнятості: освіта, охорона здоров'я та соціальна допомога — 32,8 %, мистецтво, розваги та відпочинок — 13,3 %, роздрібна торгівля — 10,8 %, транспорт — 8,4 %.